# Репертуарный театр
Репертуарный театр (от англ. repertory theater) — форма организации театрального дела, при которой театр имеет постоянный (или медленно обновляемый) репертуар. Для репертуарных театров характерно наличие постоянной труппы, хотя, как и другие театры, они иногда нанимают актёров на конкретные спектакли.

## Стационарный репертуарный театр
Репертуарный театр со своим зданием («стационарный») типичен для России и стран Восточной Европы, поэтому в русском языке для обозначения такой организации обычно применяют просто слово «театр» без уточнения «репертуарный». В других странах зачастую более популярны другие типы театров (например, повторяющие постановку только одного спектакля, пока он приносит хорошие кассовые сборы). «Облегчённым» типом репертуарного театра был англ. weekly rep в Великобритании, который выдавал новую постановку каждую неделю-две, создавая поток пьес вместо постоянного репертуара. В США попытки создания репертуарных театров имели небольшой успех.
В Западной Европе репертуарные театры с государственной поддержкой распространены в Германии и Франции, в Великобритании известными примерами являются Королевский Шекспировский театр и Королевский национальный театр. В европейской практике репертуарный театр зачастую не имеет постоянной труппы. Это усложняет процесс планирования репертуара, так как актёры могут иметь несостыкованные графики работы.

## История
Репертуарные театры впервые появились в Англии в XIX веке. В 1879 году был создан Шекспировский мемориальный театр в Стратфорде-на-Эйвоне, в 1891—1897 годах в Лондоне существовал «Независимый театр» (Independent Theatre Society), с 1912 репертуарным стал Олд Вик.
В России к концу XIX — началу XX века работали сотни репертуарных театров:
- 5 (иногда 6) Императорских репертуарных стационарных театров в столицах;
- около 10 провинциальных казённых театров;
- более 400 (на начало XX века) полупрофессиональных народных театров;
- около 300 антреприз и товариществ[4].

## Современное состояние в России
По словам Ю. П. Любимова, «театр репертуарный — это традиция русского театра. Репертуарный театр гораздо сложнее содержать, но и гораздо интересней». Однако уже в 1980-е годы появилось осознание необходимости реформ, а в 1990-е проявились новые проблемы: утрата института художественных руководителей, потеря связи с современностью, слишком медленная обновляемость трупп.
В условиях финансовых трудностей, связанных в том числе и с сокращением зрительской аудитории, репертуарные театры были вынуждены экспериментировать. Первой идеей, опробованной в «Школе драматического искусства», «Балтийском доме», «Особняке», было объединение нескольких театров или студий под одной крышей.
Вторым направлением является попытка создания театра без труппы, Н. Л. Фролова отмечает спорность отнесения этих театров к категории репертуарных — но сама считает их репертуарными, ссылаясь на дореволюционный МХТ, где стабильной была лишь треть труппы, 14 актёров, другие две трети менялись ежегодно. Сторонники опробованной вначале Театром наций, а затем Центром драматургии и режиссуры, «Приютом комедианта», «Театр.doc», «Практикой» модели рассматривают постоянную труппу как источник проблем российского театра. Э. В. Бояков («Практика») охарактеризовал проблемы стареющей труппы так: «большинство репертуарных театров — это прибежище ностальгирующих, закомплексованных неудачников, которые не смогли адаптироваться к новым реалиям, боятся новой эпохи и не способны не то, что отражать эту реальность, но даже просто глядеть на неё». С течением времени внутри этих театров стали складываться постоянные творческие коллективы, но, по замечанию Фроловой, «стабильные творческие группы — это ещё не стабильная труппа».
Фролова не считает происходящее чем-то революционным; по её мнению, в отличие от новаторства МХТ на рубеже XIX—XX веков, переосмысление организационных форм российскими театрами столетие спустя попросту следует в фарватере поисков, которые европейские театры провели в середине XX века.